# Molophilus wellsae
Molophilus wellsae là một loài ruồi trong họ Limoniidae. Chúng phân bố ở miền Australasia.